# Gouvernement de la Défense (Uruguay)
On appelle gouvernement de la Défense l'un des deux gouvernements rivaux que l'Uruguay a connus durant la grande guerre. Créé par les colorados, il ne contrôla réellement que la seule ville de Montevideo. Son nom vient du fait qu'au moment du siège de la capitale par les blancos, entre 1843 et 1851, il fut en permanence sur la défensive à l'intérieur des fortifications de la ville.

## Contexte

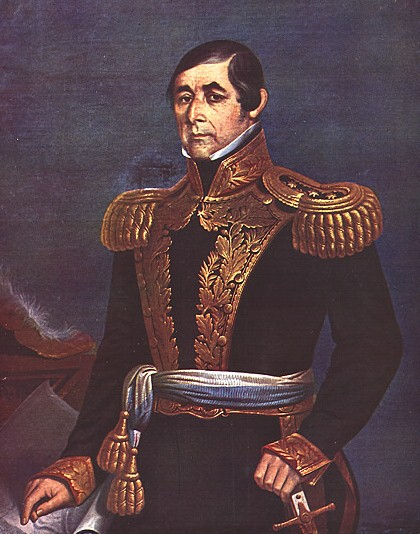
Fructuoso Rivera.

La guerre civile débuta en 1836 lorsque Fructuoso Rivera se souleva contre le président Oribe. Ce dernier renonça finalement au pouvoir en octobre 1838 et se réfugia à Buenos Aires, où Juan Manuel de Rosas le reçut en qualité de président constitutionnel et lui confia le commandement des armées de la Confédération Argentine. Le 1er mars 1839, Rivera était élu président de la république orientale de l'Uruguay et déclarait la guerre à Rosas.
Après avoir vaincu le général unitaire Lavalle, Oribe - à la tête d'une armée argentino-uruguayenne - écrasa le président Rivera lors de la bataille de Arroyo Grande (6 décembre 1842) puis franchit le fleuve Uruguay avant de se diriger sur Montevideo. Il mit le siège devant la ville le 16 février 1843 et établit son gouvernement (dit « du Cerrito », du nom d'une colline qui domine la capitale) dans les faubourgs alors que les assiégés s'organisaient et créaient leur propre gouvernement - dit « de la Défense ». Durant ce que l'historiographie uruguayenne nomme le « Grand Siège » (Sitio Grande) et qui dura presque neuf années, la situation n'évolua guère. Les blancos, pourtant en position de force, ne menèrent aucune opération d'envergure pour s'emparer de la ville et renoncèrent finalement à bloquer son port. En effet, les flottes française et britannique empêchèrent tout blocus maritime, permettant aux assiégés de se ravitailler et de résister. Finalement, les belligérants campèrent sur leur position et les combats, intermittents, furent souvent de faible intensité.

## Organisation et mesures

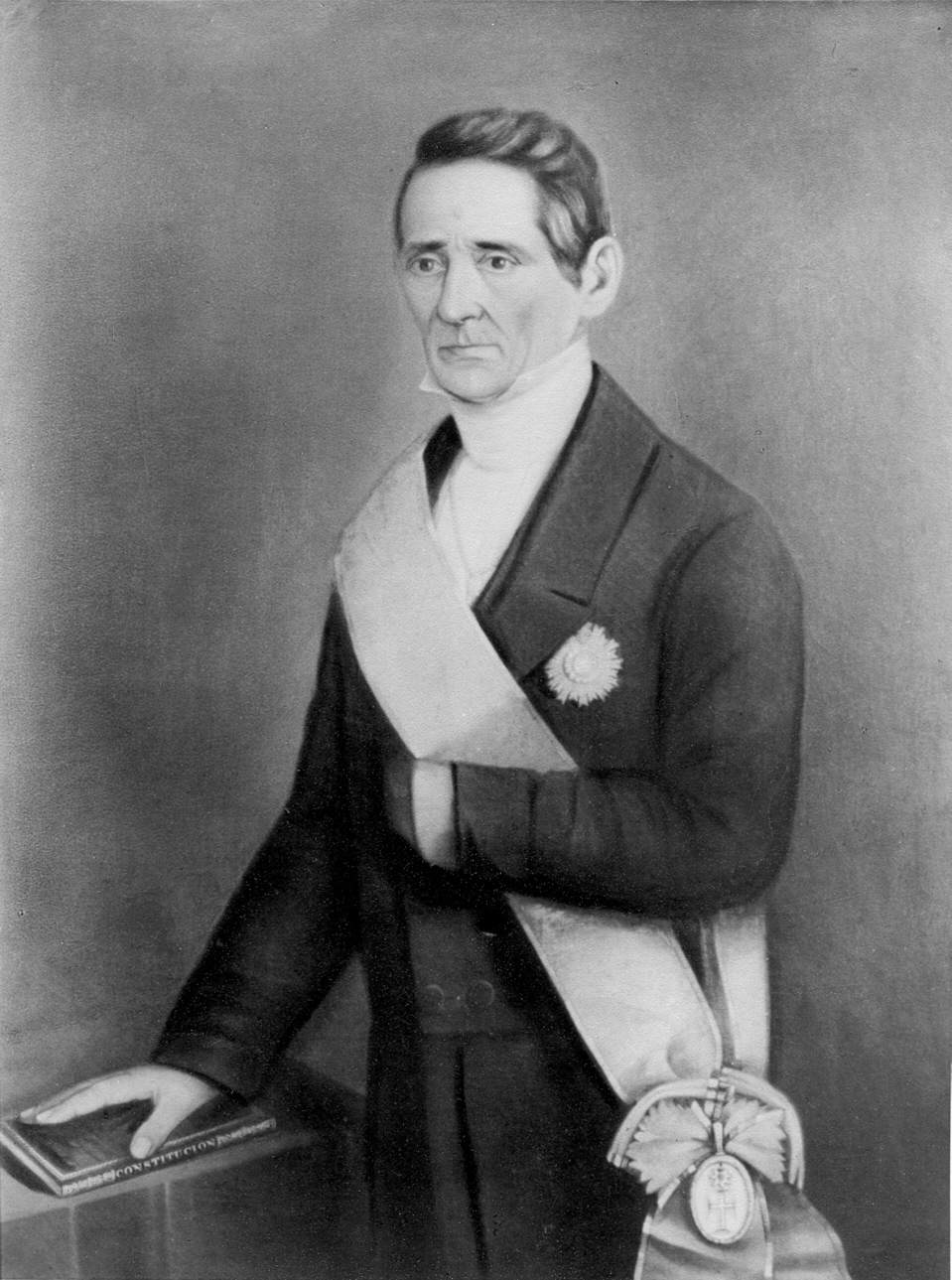
Joaquín Suárez.

Le mandat de Rivera prit fin le 1er mars 1843. Mais le contrôle du pays par le gouvernement du Cerrito empêcha les colorados d'organiser des élections ; Joaquín Suárez - président du Sénat - assura alors la présidence par intérim. La situation rendit également impossible le renouvellement des Chambres. Le gouvernement de la Défense créa donc, par décret en date du 14 février 1846, une Assemblée des Notables et un Conseil d’État pour assurer le Pouvoir Législatif. Ces deux institutions comptaient des membres désignés parmi les personnalités les plus en vue du moment (anciens législateurs, fonctionnaires, militaires...). 
Le président Joaquín Suárez jouissait d'un grand prestige en raison d'une probité et d'un patriotisme à toute épreuve. Son entourage comprenait des hommes de talent tels que Melchor Pacheco y Obes (ministre de la Guerre et de la Marine de 1843 à 1844), Manuel Herrera y Obes (ministre des Affaires étrangères de 1847 à 1852), Francisco J. Muñoz, Santiago Vázquez ou Andrés Lamas (chef politique de Montevideo puis, plus tard, diplomate en poste au Brésil). 
Tous étaient liés à l'ancien Club del Barón, un cercle qui réunissait - à l'époque de la Province cisplatine - l'élite orientale proche du gouverneur Carlos Federico Lecor. Ils appartenaient au patriciat urbain influencé par l'Europe, pénétré de libéralisme et hostile aux caudillos (bien que disposé à les soutenir à l'occasion). Leur patriotisme s'accommodait de l'intervention européenne ; ils y voyaient l'union des forces civilisatrices contre la barbarie des caudillos et des grands propriétaires ruraux (dont Rosas représentait à leurs yeux l'archétype). Ils étaient convaincus que Oribe n'était qu'une créature du tyran de Buenos Aires, et que son triomphe aurait entraîné la fin de l'indépendance uruguayenne. Sur le plan militaire, plusieurs officiers colorados - qui jouèrent par la suite un rôle important dans la vie politique du pays - se distinguèrent; notamment Venancio Flores, Anacleto Medina, César Díaz et Lorenzo Batlle.
Malgré la priorité accordée à l'effort de guerre, le gouvernement mena à bien plusieurs projets comme la création de l'Institut historique et géographique de l'Uruguay, de la Maison de la Monnaie (Casa de la Moneda), de l'Institut de l'instruction publique et la mise en place de l'Université de la République (fondée par Oribe en 1838, mais restée à l'état de projet à cause de la guerre civile). Enfin, le gouvernement de Rivera décréta l'abolition de l'esclavage le 12 décembre 1842. Mais la mesure ne concernait que les hommes qui s'engageaient dans l'armée ; les femmes, les enfants et les personnes âgées continuèrent à dépendre de leurs anciens maîtres.

## Troupes étrangères
Pendant que Oribe assiégeait Montevideo, les colorados organisèrent « l'armée de la Défense » (el Ejército de la Defensa) sous la direction du général José María Paz (un unitaire argentin) et Melchor Pacheco y Obes. Cette armée comprenait des Montévidéens, des afro-uruguyens, mais aussi des Européens et des unitaires argentins qui formèrent quatre légions (française, basque, italienne et argentine) et dont les effectifs dépassèrent ceux des bataillons orientaux. 
La participation de Giuseppe Garibaldi eut un retentissement particulier. À la tête de la Légion italienne, il prit part à plusieurs combats jusqu'en 1848 (dont la célèbre bataille de San Antonio) avant de rentrer en Europe pour participer aux soulèvements révolutionnaires qui secouaient la péninsule italienne. Quant aux "chemises rouges" (dirigées désormais par Antonio Susini), elles continuèrent à défendre Montevideo jusqu'à la fin du siège. À noter que le « Héros des Deux Mondes » a profondément divisé l'historiographie uruguayenne ; pour certains il fut un véritable héros, pour d'autres un simple mercenaire.
L'influence des émigrés argentins - des unitaires - fut également importante; notamment celle des généraux José María Paz et Juan Lavalle, des civils José Rivera Indarte, Florencio Varela (assassiné en mars 1848), José Mármol, Juan Bautista Alberdi ou Domingo Faustino Sarmiento (qui séjourna brièvement à Montevideo).

## Divisions au sein du gouvernement de la Défense
Les relations entre Rivera et le gouvernement de la Défense furent loin d'être idylliques. Les colorados reconnurent dans un premier temps le caudillo comme leur chef naturel mais, au lendemain de la défaite de Arroyo Grande, il tomba en disgrâce : on critiqua son autoritarisme et son mépris de la légalité (qui avait pourtant facilité son retour à la présidence et  permis à ses détracteurs du moment d'accéder au pouvoir).
Sa présidence terminée, Rivera se consacra à l'organisation de la lutte dans la campagne. Mais le 27 mars 1845, il essuya un nouveau revers lors de la bataille de India Muerta et dut se réfugier au Brésil. Le gouvernement de la Défense le destitua alors de ses fonctions pour le remplacer par Anacleto Medina et adopta une disposition interdisant son retour en Uruguay (sauf autorisation expresse du Ministre de la Défense).
Les autorités brésiliennes jetèrent Rivera en prison, l'accusant de conspirer avec les séparatistes républicains du Rio Grande do Sul. Le gouvernement de Montevideo le nomma alors ambassadeur au Paraguay dans le but de l'éloigner tout en agissant en faveur de sa libération. Mais Rio de Janeiro lui refusa l'autorisation de se rendre à Asunción et l'expulsa. Finalement, Rivera gagna Montevideo le 18 mars 1846 où il fomenta une rébellion pour retrouver son influence politique et militaire. Malgré sa popularité, le gouvernement de la Défense tenta de l'empêcher de débarquer et lui offrit - sans succès - un poste diplomatique en Europe. Dans une ultime tentative et sous l'influence de la Société Nationale (un groupe d'opposants au caudillo présidé par Santiago Vázquez), le gouvernement décréta son exil. Le 1er avril, le bataillon des Basques, les noirs affranchis et diverses forces (commandées par César Díaz et Venancio Flores) se soulevèrent.
Les conséquences furent immédiates : Melchor Pacheco y Obes renonça à son poste de commandant général des armées et s'embarqua pour l'Europe, les ministres Santiago Vázquez et Francisco J. Muñoz démissionnèrent tandis que le gouvernement autorisait le débarquement du caudillo. Le nouveau ministre de la Guerre, José A. Costa, le désigna immédiatement général en chef de l'armée d'opérations et le gouvernement, en position de faiblesse, le nomma grand maréchal de la République. Enfin, plusieurs personnalités proches du « nouvel homme fort » intégrèrent l'Assemblée des Notables et le gouvernement (Gabriel Antonio Pereira et Miguel Barreiro - deux patriciens de vieille souche - occupèrent  divers postes  ministériels).

## Négociations de paix
Rivera essaya de négocier directement avec Oribe un accord prévoyant le retrait des troupes étrangères et la normalisation de la vie politique du pays. Mais le gouvernement de Joaquín Suárez rejeta tout compromis et écarta les partisans du caudillo (Pereira et Barreiro démissionnèrent, Flores se réfugia au Brésil).
Rivera remporta entre-temps plusieurs succès militaires (prise de Mercedes puis de Paysandú en décembre 1846) mais  fut vaincu en janvier 1847 au cours de la bataille du Cerro de las Ánimas (département de Tacuarembó) par les blancos Ignacio Oribe et Servando Gómez. Il persista pourtant dans son projet d'accord « entre Orientaux » et fit parvenir à son adversaire une proposition de paix en huit points (fin de la guerre, restitution des propriétés confisquées, élections…). Le gouvernement de la Défense décréta alors sa destitution et ordonna son exil pour la durée de la guerre. Le 4 décembre 1847, les colonels Lorenzo Batlle et Francisco Tajes l'arrêtèrent à Maldonado avant de l'expulser vers le Brésil à bord d'un navire français. 

## Les traités de 1851 et la fin de la guerre
Les dirigeants colorados étaient conscients que la victoire dépendait de l'appui de la France et de la Grande-Bretagne. Mais les deux puissances européennes décidèrent de se retirer du conflit à partir de 1849, à la suite de l'échec de leur intervention navale pour contrôler les fleuves de la Confédération Argentine. Sans leur soutien, le sort de Montevideo semblait scellé.
Les autorités montevidéennes dépêchèrent aussitôt Melchor Pacheco y Obes à Paris pour obtenir la poursuite de l'aide française ; mais sans succès (si ce n'est un opuscule de propagande d'Alexandre Dumas, intitulé Montevideo ou la nouvelle Troie). Elles cherchèrent alors de nouvelles alliances mais, cette fois, en Amérique. Le ministre des Affaires étrangères - Manuel Herrera y Obes - initia une politique de rapprochement avec le Brésil (où Andrés Lamas négocia  l'intervention de Rio de Janeiro) et avec la province argentine de Entre Rios (Benito Chaín mena des pourparlers avec le gouverneur Urquiza, officiellement allié de Rosas mais en désaccord avec ce dernier).
Ces négociations débouchèrent sur la signature, le 29 mai 1851, d'un traité d'alliance entre le gouvernement de Montevideo, l'empire du Brésil et la province de Entre Rios afin d'assurer l'indépendance de l'Uruguay et d'en expulser les troupes de Oribe. Enfin, le 12 octobre 1851, Andrés Lamas signait avec le Brésil cinq traités en échange de l'intervention de l'Empire dans un conflit qui, paradoxalement, était terminé depuis quatre jours. En effet, le 8 octobre, Oribe et Urquiza avait signé un traité de paix qui mettait fin à la grande guerre et qui prévoyait la reconnaissance de l'autorité du gouvernement de la Défense sur la totalité du territoire oriental.

## Débats historiographiques
Les historiens blancos ont traité avec une extrême dureté ceux qui soutinrent la résistance de Montevideo, les accusant d'avoir cédé une partie du pays pour sauver leurs intérêts (il est vrai qu'en échange de l'aide brésilienne, les colorados renoncèrent aux droits historiques de l'Uruguay sur les Missions orientales - un territoire attribué à l'Espagne en 1777 par le traité de San Ildefonso). À l’opposé, les historiens colorados ont glorifié les hommes de la Défense, faisant de ces derniers les sauveurs de l'indépendance nationale face aux prétentions expansionnistes de Rosas.
En fait, les hommes du Cerrito étaient persuadés de préserver la souveraineté nationale face aux ingérences étrangères ; ils s'opposèrent à l'impérialisme des puissances européennes et se firent, de la sorte, les porte-parole de la « cause américaine ». Quant aux hommes de la Défense, ils se considéraient comme les gardiens de la nation orientale menacée par le tyran de Buenos Aires. Issus de la bourgeoisie libérale et citadine, ils prétendaient aussi défendre la liberté et la civilisation face à la barbarie des caudillos et des grands propriétaires ruraux.